# Nuoto ai campionati europei di nuoto 2024 - Staffetta 4x100 metri misti maschile
La gara della staffetta 4x100 metri misti maschile dei campionati europei di nuoto 2024 si è svolta il 23 giugno 2024 presso il Centro Sportivo Milan Gale Muškatirović di Belgrado.

## Podio
| Pos.    | Nazione | Atleta |
| ------- | ------- | --- |
| Oro     | Austria | Bernhard Reitshammer Valentin Bayer Simon Bucher Heiko Gigler                                                 |
| Argento | Polonia | Ksawery Masiuk Jan Kałusowski Jakub Majerski Kamil Sieradzki Kacper Stokowski Adrian Jaśkiewicz Dominik Dudys |
| Bronzo  | Ucraina | Oleksandr Zheltyakov Volodymyr Lisovets Arsenii Kovalov Illia Linnyk                                          |

## Record
Prima della manifestazione il record del mondo (RM) e il record dei campionati (RC) erano i seguenti.
|        | 3'26"78 | Stati Uniti             | 1º agosto 2021 Tokyo |
|        | 3'27"51 | Gran Bretagna           | 1º agosto 2021 Tokyo |
| Italia | 3'27"51 | 25 giugno 2022 Budapest |                      |
|        | 3'28"46 | Italia                  | 17 agosto 2022 Roma  |

Durante la competizione non sono stati migliorati record.

## Programma
| Data           | Ora   | Turno    |
| -------------- | ----- | -------- |
| 23 giugno 2024 | 10:22 | Batterie |
| 23 giugno 2024 | 19:55 | Finale   |

## Risultati

### Batterie
| Pos. | Batteria | Corsia | Nazione       | Atleta | Tempo   | Note |
| ---- | -------- | ------ | ------------- | --- | ------- | ---- |
| 1    | 1        | 7      | Ucraina       | Oleksandr Zheltyakov (53"94) Volodymyr Lisovets (59"83) Arsenii Kovalov (51"88) Illia Linnyk (48"70)         | 3'34"35 | Q    |
| 2    | 2        | 5      | Austria       | Bernhard Reitshammer (54"83) Valentin Bayer (1'00"04) Simon Bucher (51"52) Heiko Gigler (48"74)              | 3'35"13 | Q    |
| 3    | 1        | 6      | Ungheria      | Ádám Jászó (54"15) Dániel Sós (1'00"74) Hubert Kós (51"97) Dániel Mészáros (48"87)                           | 3'35"73 | Q    |
| 4    | 2        | 1      | Polonia       | Kacper Stokowski (54"96) Jan Kałusowski (1'00"03) Adrian Jaśkiewicz (51"69) Dominik Dudys (49"25)            | 3'35"93 | Q    |
| 5    | 1        | 5      | Danimarca     | Robert Falborg Pedersen (56"25) Elias Elsgaard (1'00"02) Casper Puggaard (51"62) Frederik Lentz (48"49)      | 3'36"38 | Q    |
| 6    | 1        | 3      | Germania      | Cornelius Jahn (55"45) Noel de Geus (1'00"21) Björn Kammann (52"49) Peter Varjasi (48"80)                    | 3'36"95 | Q    |
| 7    | 2        | 2      | Serbia        | Ognjen Kovačević (55"67) Uroš Živanović (1'02"04) Đurđe Matić (52"23) Nikola Aćin (48"61)                    | 3'38"55 | Q    |
| 8    | 1        | 2      | Israele       | David Gerchik (55"05) Kristian Pitshugin (1'00"50) Alexey Glivinskiy (53"44) Martin Kartavi (49"77)          | 3'38"76 | Q    |
| 9    | 1        | 1      | Grecia        | Apostolos Siskos (55"32) Arkadios Aspougalis (1'02"24) Anastasios Kougkoulos (53"20) Andreas Vazaios (49"23) | 3'39"99 |      |
| 10   | 2        | 3      | Svizzera      | Thierry Bollin (54"48) Gian-Luca Gartmann (1'01"61) Marius Toscan (55"10) Tiago Behar (49"55)                | 3'40"74 |      |
| 11   | 2        | 7      | Gran Bretagna | Jack Skerry (55"60) Matthew Ward (1'04"60) Joshua Gammon (52"27) Alexander Painter (48"41)                   | 3'40"88 |      |
| 12   | 2        | 8      | Svezia        | Samuel Törnqvist (55"58) Linus Kahl (1'02"02) Albin Lövgren (53"87) Robin Hanson (49"57)                     | 3'41"04 |      |
| 13   | 2        | 6      | Lussemburgo   | Rémi Fabiani (55"65) Finn Kemp (1'02"24) João Carneiro (55"01) Ralph Daleiden Ciuferri (48"50)               | 3'41"40 |      |
| 14   | 2        | 4      | Lettonia      | Valerijs Čurgelis (56"36) Daniils Bobrovs (1'02"19) Ronens Kermans (55"72) Kristaps Miķelsons (50"61)        | 3'44"88 |      |
| 15   | 1        | 4      | Slovenia      | Primož Šenica Pavletič (57"60) Anže Ferš Eržen (1'03"89) Jaka Pušnik (56"28) Sašo Boškan (50"19)             | 3'47"96 |      |

### Finale
| Pos.    | Corsia | Nazione   | Atleta                                                                                                | Tempo   | Note |
| ------- | ------ | --------- | --- | ------- | ---- |
| Oro     | 5      | Austria   | Bernhard Reitshammer (54"54) Valentin Bayer (59"87) Simon Bucher (51"42) Heiko Gigler (47"58)         | 3'33"41 |      |
| Argento | 6      | Polonia   | Ksawery Masiuk (54"50) Jan Kałusowski (59"74) Jakub Majerski (51"17) Kamil Sieradzki (48"03)          | 3'33"44 |      |
| Bronzo  | 4      | Ucraina   | Oleksandr Zheltyakov (53"91) Volodymyr Lisovets (58"96) Arsenii Kovalov (51"90) Illia Linnyk (48"73)  | 3'33"50 |      |
| 4       | 3      | Ungheria  | Ádám Jászó (54"49) Dániel Sós (1'00"85) Hubert Kós (51"41) Szebasztián Szabó (48"30)                  | 3'35"05 |      |
| 5       | 2      | Danimarca | Robert Falborg Pedersen (56"26) Elias Elsgaard (59"90) Casper Puggaard (50"87) Frederik Lentz (48.27) | 3'35"30 |      |
| 6       | 7      | Germania  | Cornelius Jahn (54"97) Noel de Geus (1'00"22) Björn Kammann (52"05) Peter Varjasi (48"20)             | 3'35"44 |      |
| 7       | 1      | Serbia    | Ognjen Kovačević (56"06) Uroš Živanović (1'01"86) Đurđe Matić (52"10) Nikola Aćin (48"21)             | 3'38"23 |      |
| 8       | 8      | Israele   | David Gerchik (55"24) Kristian Pitshugin (1'00"22) Alexey Glivinskiy (53"46) Martin Kartavi (49"90)   | 3'38"82 |      |